# Old Saybrook
Old Saybrook è un comune di 10 512 abitanti degli Stati Uniti d'America, situato nella Contea di Middlesex nello Stato del Connecticut.
Qui la famosa attrice Katherine Hepburn è vissuta gli ultimi anni della sua vita, nella sua casa di famiglia.

## Infrastrutture e trasporti
Il comune è servito dal servizio ferroviario suburbano Shore Line East.